# Tom Clancy's Splinter Cell: Double Agent
Splinter Cell Double Agent is het vierde deel in de Splinter Cell-reeks van Tom Clancy. In de vorige delen kon veelvuldig gebruikgemaakt worden van night vision goggles, lockpicks en high-tech wapens/gadgets. Met dit deel wil uitgever Ubisoft een geheel nieuwe weg inslaan. In dit deel is de speler namelijk een infiltrant die een terroristische organisatie van binnenuit moet vernietigen. Acties van de speler hebben gevolgen voor de loop van het verhaal.
Het spel kwam eind 2006 voor de Xbox 360, PlayStation 2, Xbox, Nintendo GameCube, PC en Wii uit. In maart 2007 kwam er een versie voor de PlayStation 3.

## Het verhaal
Sam Fisher is niet meer wie hij vroeger was. Als zijn dochter Sarah bij een auto-ongeluk omkomt, raakt Sam in een depressie. Sam hoort het slechte nieuws na afloop van een missie in IJsland. Het leven heeft voor hem geen enkel nut meer en hij neemt zijn ontslag bij de NSA (National Security Agency). Totdat zijn ex-werkgever Irving Lambert met een interessant voorstel aan komt kloppen. Lambert biedt hem een nieuwe opdracht aan. Sam denkt dat dit de kans is om meer over de dood van zijn dochter te weten te komen en accepteert het aanbod. Hij wordt een NOC oftewel Non-Official Cover. Dit is het gevaarlijkste en sluwste soort spionage dat er is. Zijn hele bestaan wordt gewist en als hij betrapt wordt zullen ze hem niet komen redden. Het verhaal begint in de gevangenis. Zijn opdracht is om bevriend te worden met terrorist Jamie die achter de tralies zit. Eens hij zijn vertrouwen heeft gewonnen komen de twee via een in scène gezette ontsnapping op vrije voeten. Zoals gehoopt introduceert Jamie hem aan de leden van de criminele organisatie die hij moet infiltreren, de JBA (John Brown's Army).
In John Brown's Army moet Sam Fisher reputatie verwerven door missies uit te voeren die onschuldige burgers zullen doden. Tegelijkertijd moet Fisher informatie verwerven zodat de Amerikaanse inlichtingendienst een einde kan maken aan de acties van deze groepering. De speler moet bij beide organisaties zijn vertrouwen op peil houden om het spel uit te kunnen spelen. Door het maken van keuzes kan hij het verhaal een eigen draai geven.

## Missies
In principe zijn de missies verdeeld in 2 categorieën: er zijn er 4 op het JBA hoofdkwartier (2 op de versie voor de Nintendo GameCube) en de rest is in het buitenland. In de missies die zich op het hoofdkwartier afspelen zul je veelal bezig zijn informatie te verzamelen voor de NSA. Deze informatie is meestal te vinden in zogenaamde: Restricted Area's. Het is voor Sam verboden hier te komen en dus moet de speler zich ongezien voortbewegen.
De missies waarbij je naar het buitenland gaat, ben je vrijwel alleen bezig met klussen voor de JBA. Zo moet je onder andere een bom op een cruise-schip plaatsen, een olie-tanker kapen en een lid van een veiligheidsorganisatie uit de weg ruimen. Uiteraard steekt de NSA hier weer een stokje voor, zodat jij als speler de keuze krijgt om de JBA of de NSA te helpen. Hierbij speelt trust (vertrouwen) natuurlijk een grote rol.

## Trust
Aangezien de speler een "double agent" is moet men ervoor zorgen dat beide partijen hun vertrouwen niet verliezen. Echter, bij bepaalde keuzes verliest de speler vertrouwen omdat het nu eenmaal niet anders kan. Dan is het aan de speler om te kiezen welke partij hij zal helpen. Vaak is het slim om te kijken bij welke partij men nog het meeste vertrouwen heeft. Als de balk, die het vertrouwensniveau aangeeft, van een van de partijen leeg raakt is het game over.

## Meerdere speleindes
Het einde van het spel wordt bepaald door drie doelstelling uit verschillende missies: het redden van een cruiseschip, het leven redden van Hisham en Lambert.
- slecht einde: Als alle drie de doelstellingen niet zijn gehaald, of als er twee niet zijn gehaald en het vertrouwen van de NSA is onder de 33%, dan geeft Fisher zich over aan een SWAT-team, maar ontsnapt direct daarna door middel van een rookgranaat.
- standaard einde: Als er twee doelstellingen niet zijn gehaald en het vertrouwen van de NSA staat boven de 33% of er zijn minimaal twee doelstellingen gehaald met een NSA-vertrouwen lager dan 33%, wordt Fisher gevangengenomen en aangeklaagd voor moord en terroristische activiteiten. Ondanks dat hij 'Niet schuldig' pleit, moet hij de gevangenis in. Daar breekt hij uit en slaat op de vlucht.
- goed einde: Indien er twee of meer doelstellingen zijn behaald en het NSA-vertrouwen staat boven de 33%, ontsnapt hij voor het SWAT-team hem kan arresteren. In een bonuslevel vlucht Fisher door aan boord van een gestolen kustwachtschip te gaan dat wordt gebruikt als bom. Fisher doodt de terrorist, maakt de bom onschadelijk en ontsnapt vlak voordat het schip wordt vernietigd. Dit is het enige einde dat het spel afsluit met: "To be continued...".

## Multiplayer
De multiplayer optie van deze Splinter Cell is anders dan bij de twee voorgaande games.
Je hebt in deze multiplayer twee opties: Co-op & Multiplayer.
De versus is zo anders, omdat je nu op andere manieren in dingen moet hacken. Daardoor is de gameplay wel makkelijker geworden, omdat je nu vanaf aan afstand kan hacken als de spy.
Hoe dichter je bij het object gaat staan, hoe sneller het hacken gaat. Op het moment dat je klaar bent met hacken wordt het scherm bij iedereen even blauw als teken dat er met succes is gehackt.
Als de spy een succesvolle hackpoging heeft gedaan, dan moet de spy het bestand dat gehackt is proberen naar het start te brengen waar de spies begonnen. De mercenaries moeten dan goed samenwerken om dat te voorkomen. Zodra de mercenary de spy heeft gedood, moet je als spy opnieuw proberen te gaan hacken.
Een opmerkelijk nieuw iets in multiplayer zijn de skins die men kan vrijspelen (unlocken).
Er zijn in totaal zes skins, drie voor de spies, en drie voor de mercenaries.
De skins kan men vrijspelen door een bepaalde hoeveelheid punten te verdienen tijdens een online wedstrijd tegen verschillende andere spelers. Deze skins kan men ook krijgen door Co-op te spelen (dat is versus mode maar dan met mercenaries bots).
De spies hebben geen wapens om de mercenaries te doden, maar er zijn wel een paar manieren om een mercenary te doden. Voorbeelden zijn een neckgrab (nek breken), op de mercenary springen (twee keer), railgrab (mercenary grijpen als hij bij een rail staat), windowgrab (mercenary grijpen als hij bij een raam staat).
Verder zijn er in de multiplayer-modus ook een aantal gadgets bruikbaar:
Spy gadgets:
nightvision, thermal vision, hack handschoen (om bestanden en de mercenary te hacken), flashbang (flitsgranaat), smokegrenade (rookgranaat), een soort spuit (om energie te geven) en een sensor om de mercenaries te misleiden (werkt op de ingebouwde sensor van de mercenary).
Mercenary gadgets:
machinegeweer, granaatwerper (is bevestigd op het geweer), drones (robots die de mercenaries zelf kunnen besturen, kunnen ook door luchtschachten), EMF vision (hiermee kan de mercenary elektromagnetische velden zichtbaar maken, bijvoorbeeld een spy die aan het hacken is of de nightvision van de spy als die actief is), touw (om via een railing snel naar beneden te gaan) en een zaklamp.

## Trivia
- Het spel is opgenomen in het boek 1001 Video Games You Must Play Before You Die van Tony Mott.